# Дикэ, Николае
Никола́е Константи́н Ди́кэ (рум. Nicolae Constantin Dică; род. 9 мая 1980, Питешти) — румынский футболист, полузащитник; тренер. Наиболее известен по выступлениям за «Стяуа» и сборную Румынии.

## Карьера игрока

### Клубная карьера

#### «Дачия»
Дикэ начал играть на профессиональном уровне, когда ему было 18 лет, в команде из своего родного города Питешти «Дачия» в Дивизии B.
В своём дебютном сезоне Дикэ сыграл в 17 матчах и забил пять голов за «Дачию». В следующем году он играл практически во всех матчах и провёл хороший сезон, причём его команда заняла четвёртое место. Он был одним из лучших бомбардиров чемпионата в том сезоне, забив 14 голов. В Дикэ начали замечать талант, и в 2000 году его подписала команда Дивизии А «Арджеш». Дикэ сыграл за «Дачию» 50 матчей и забил 19 голов во втором дивизионе.

#### «Арджеш»
Дикэ дебютировал в высшей лиге за «Арджеш» в матче против «Газ Метан», его команда выиграла со счётом 2:1. Вскоре он стал капитаном команды после того, как Адриан Муту отправился в «Динамо Бухарест», а Адриан Няга отправился в «Стяуа».
Игра Дикэ привлекла к нему интерес лучших команд чемпионата Румынии.
Дикэ сыграл 89 матчей и забил 34 мяча за «Арджеш».

#### «Стяуа»
В декабре 2003 года румынский гранд «Стяуа» заплатил «Арджеш» 250000 евро за Дикэ. Его трансферу поспособствовали тренер Виктор Пицуркэ и президент клуба Михай Стойка.
В первом сезоне за «Стяуа» он забил 9 мячей в 14 играх, чем помог клубу занять второе место после «Динамо Бухарест». В следующем сезоне у Дикэ возникли разногласия с болельщиками, и он захотел уйти из клуба, но остался в «Стяуа» и в следующем сезоне и помог команде завоевать чемпионский титул, забив 11 голов. В следующем сезоне «Стяуа» снова выиграл чемпионат, цена Дикэ на трансферном рынке выросла. Он забил 15 голов, став лучшим бомбардиром «Стяуа».
Он дебютировал в еврокубках в сезоне 2004/05, когда «Стяуа» квалифицировался на Кубок УЕФА. В 1/8 финала команда выбила действующего победителя, «Валенсию», но в четвертьфинале «Стяуа» вылетела от другой испанской команды, «Вильярреала».
В 2005 году, после того как «Стяуа» потерял шанс сыграть в групповом этапе Лиги чемпионов из-за поражения от «Русенборга», команда провела ещё один довольно успешный сезон в Кубке УЕФА. «Стяуа» обыграла такие команды, как «Ланс», «Херенвен» и «Реал Бетис», а в четвертьфинале победила соотечественников, «Рапид Бухарест», но в полуфинале «Стяуа» вылетел от представителя английской Премьер-лиги, «Мидлсбро».
13 сентября 2006 года Дикэ дважды забил в четвертьфинальном матче против «Динамо Киев» в стартовой игре «Стяуа» в Лиге чемпионов, это был его дебют в турнире. В шести матчах группового этапа против киевского «Динамо», «Реал Мадрид» и «Олимпик Лион» он забил четыре гола и отдал одну голевую передачу.
В 2006 году ежедневное издание Gazeta Sporturilor признало Дикэ футболистом года в Румынии.
23 января 2007 года он получил травму колена во время товарищеского поединка против дубля «Сиены» и пропустил большую часть сезона. 9 мая, к своему дню рождения, Дикэ вернулся в состав и вышел в конце матча против «Чахлэула», даже получив капитанскую повязку, его команда выиграла со счётом 2:0. Это была его первая официальная игра в 2007 году. Дикэ провёл 172 матча с учётом еврокубков, забив 68 раз.

#### «Катания» и аренды
28 июня 2008 года Дикэ перешёл в «Катанию», в основном благодаря тренеру Вальтеру Дзенге, с которым он работал ещё в «Стяуа». Ожидалось, что Дикэ заменит полузащитника Хуана Мануэля Варгаса, который перешёл в «Фиорентину». Переезд на Сицилию оказался неудачным, Дикэ провёл всего 93 минуты на поле в течение первых шести месяцев. Казалось очевидным, что он уйдёт во время зимнего трансферного окна, но тренер Вальтер Дзенга заявил, что он не покинет «Катанию» до следующего лета.
В июне 2009 года Дикэ арендовал «Ираклис». Он дебютировал 23 августа 2009 года и сделал дубль в матче с «Пантракикосом», принеся команде победу со счётом 2:1.
В январе 2010 года «ЧФР Клуж» арендовал полузащитника до июня 2010 года. Он выиграл командой чемпионат и Кубок Румынии, забив в ответном полуфинальном матче с «Динамо Бухарест» (победа 2:1).
В июле 2010 года «Манисаспор» арендовал игрока до июня 2011 года. Он редко попадал в состав, а затем 14 декабря 2010 года согласился разорвать свой контракт с «Манисаспором».

#### Возвращение в Румынию
В январе 2011 года Дикэ подписал годичный контракт со своей бывшей командой «Стяуа». Он дебютировал в клубе 27 февраля 2011 года в матче против «Университатя Крайова», его команда победила с минимальным счётом. 5 апреля он забил свой первый гол после возвращения в «Стяуа» в домашней игре с «Униря Урзичени», его клуб разгромил соперника со счётом 5:0. 11 мая Дикэ сравнял счёт в матче с «Брашовом», чем вывел «Стяуа» в финал Кубка Румынии. 25 мая Дикэ забил со штрафного и принёс команде победу со счётом 2:1 над «Динамо Бухарест», выиграв второй кубок подряд. В июне 2011 года Дикэ покинул «Стяуа».
Позже в том же месяце он присоединился к клубу «Миовени». Он получил футболку с 80-м номером. 31 октября Дикэ забил гол в матче с «Конкордия Кьяжна», однако его команда проиграла со счётом 3:1. В январе 2012 года после 15 игр и одного гола в чемпионате он расторг контракт с «Миовени».
В том же месяце он подписал контракт сроком на полтора года с клубом Лиги II «Вииторул». В конце 2011/12 сезона «Вииторул» повысился в Лигу I, частично это стало результатом хорошей игры Дикэ, который забил шесть голов за 13 игр.

### Международная карьера

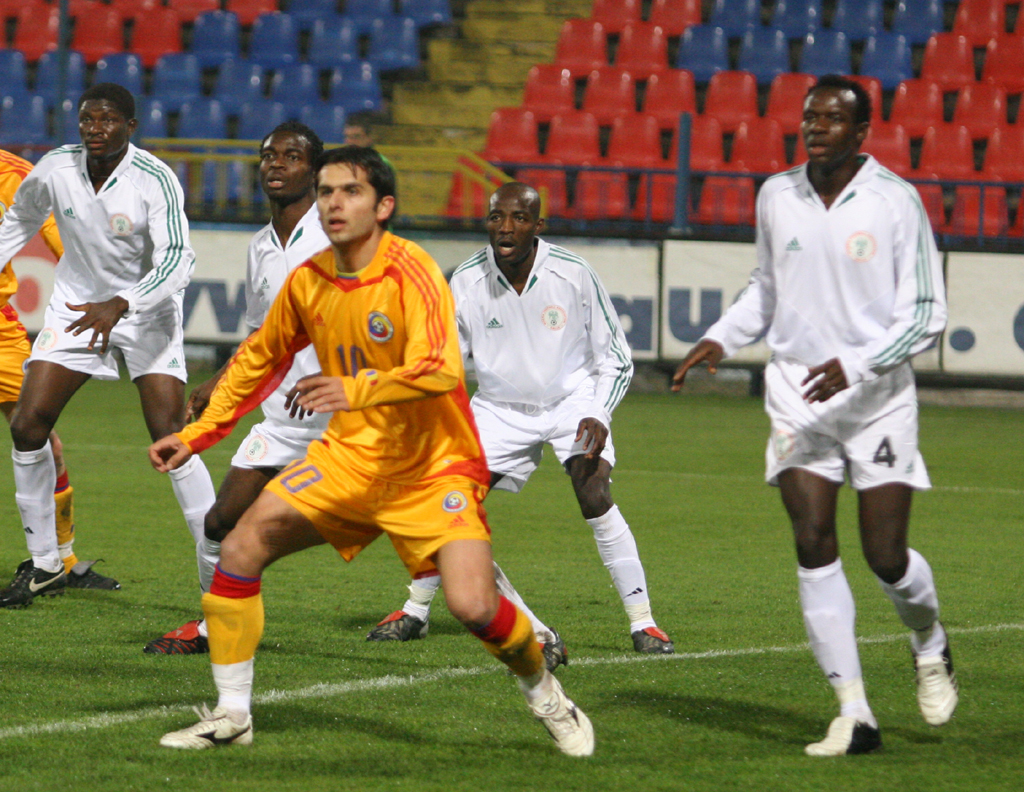
Дикэ в матче против Нигерии

Дикэ дебютировал в национальной сборной Румынии 11 октября 2003 года в товарищеской игре против Японии.
Дикэ сыграл 32 матча за Румынию, забив свой первый гол в августе 2006 года в товарищеском матче против Кипра. После травмы в товарищеском матче за клуб в январе 2007 года Дикэ вернулся в состав «трёхцветных» в квалификации на Евро-2008. В отборе он забил четыре гола, в частности, сделал дубль в матче с Албанией. На самом турнире Румыния попала в группу C, ставшую «группой смерти»: соперниками были Нидерланды, Италия и Франция. Команда заняла третье место и не вышла из группы, при этом сыграла вничью с обоими финалистами чемпионата мира 2006 (Италией и Францией) и проиграла только Нидерландам.

## Карьера тренера
15 мая 2017 года было объявлено, что Николае Дикэ будет тренером «Стяуа» в сезоне 2017/18. Он провёл без проигрышей первые десять игр во всех соревнованиях перед поражением со счётом 5:1 от португальского «Спортинг Лиссабон» в плей-офф Лиги чемпионов 2017/18. В декабре 2018 года, после полутора лет у руля клуба, Дикэ расторг контракт со «Стяуа» по взаимному согласию.
Весной 2019 года Дикэ появлялся в эфирах Telekom Sport в качестве аналитика, после чего был назначен главным тренером «Арджеша», команда после административной реорганизации в том же году получила право выступать в Лиге I.
В ноябре 2019 года ему предложили пост тренера молодёжной сборной вместо Мирела Рэдоя, который был назначен тренером национальной сборной. Однако Рэдой хотел, чтобы Дикэ занял пост ассистента в национальной сборной, в итоге он стал помощником Рэдоя.
26 июля 2022 года Дикэ вернулся на тренерский мостик «Стяуа». 1 ноября контракт был расторгнут по обоюдному согласию.
14 января 2023 года Дикэ был представлен в качестве нового тренера своего бывшего клуба «Миовени». 26 апреля он покинул клуб по обоюдному согласию сторон.
17 июля того же года он возглавил другой клуб Лиги I — «Университатя Крайова 1948». После поражения 18 августа от «Петролула» со счётом 4:3 на следующий же день Дикэ был уволен из клуба, проработав всего 34 дня.

## Достижения
- Чемпион Румынии: 2004/05, 2005/06, 2009/10
- Обладатель Суперкубка Румынии: 2005/06
- Полуфиналист Кубка УЕФА: 2005/06
- Футболист года в Румынии: 2006
- Обладатель Кубка Румынии: 2009/10

## Личная жизнь
В ноябре 2003 года Дикэ женился на Корине Зимбруану. Они познакомились в 1998 году и с тех пор не разлучались. У пары есть сын, Марко Илие, крёстным отцом стал товарищ Дикэ по «Стяуа», Мирел Рэдой.
8 марта 2007 года от цирроза умер отец Дикэ. Игрок находился на лечении в изокинетической клинике в Болонье, когда услышал эту новость. Именно отец побудил Дикэ стать футболистом.
Каждый раз, когда Дикэ забивал гол, он, будучи очень набожным, крестился, целовал руки и указывал двумя пальцами в небо.